# Helmut W. Flügel
Helmut Walter Flügel (* 18. August 1924 in Fürstenfeld; † 6. Mai 2017 in Graz) war ein österreichischer Geologe und Paläontologe.

## Leben
Flügel studierte nach dem Abitur 1942 an der Universität Graz bei Franz Heritsch Geologie. Nach Militärdienst an der Ostfront und in Italien und amerikanischer Kriegsgefangenschaft bis 1946 studierte er zunächst Bauingenieurwesen in Graz, wechselte aber bald wieder zur Geologie. 1949 wurde er bei Karl Metz promoviert (Die Tektonik des Plesch-Mühlbacherzuges. Ein Beispiel zur Auflösung der Tektonik des Paläozoikums westlich der Mur). Danach war er Assistent bei Metz, wo er sich 1953 in Geologie und nochmals 1954 in Paläontologie habilitierte. 1958 wurde er außerordentlicher Universitätsprofessor und 1968 ordentlicher Professor an der Karl-Franzens-Universität Graz (für Paläontologie und Historische Geologie), bis er 1994 emeritierte. Zu Studienaufenthalten war er unter anderem in der Türkei und im Iran (1966) gewesen.
Flügel war Ehrenmitglied der Österreichischen Geologischen Gesellschaft (und 1977 ihr Vorsitzender) und erhielt 1994 deren Eduard-Sueß-Gedenkmünze. Er wurde 1972 korrespondierendes Mitglied und 1984 Vollmitglied der Österreichischen Akademie der Wissenschaften. 1976/77 war er Vorsitzender des Naturwissenschaftlichen Vereins der Steiermark. Er war Mitglied der New York Academy of Sciences. 1997 wurde er Ehrenmitglied der Paläontologischen Gesellschaft. Flügel befasste sich auch mit Geschichte der Geologie.
Er war Vorsitzender der Kommission für die paläontologische und stratigraphische Erforschung Österreichs und in der Errichtung entsprechender Datenbanken aktiv, zum Beispiel der Online-Datenbank Austrofossil. Er arbeitete auch am Catalogus Fossilium Austriae der Österreichischen Akademie der Wissenschaften mit.
Seit 1955 war er mit der Geologin Maria Flügel geb. Kropfitsch verheiratet, mit der er zwei Töchter hatte. Er war der Bruder von Erik Flügel.

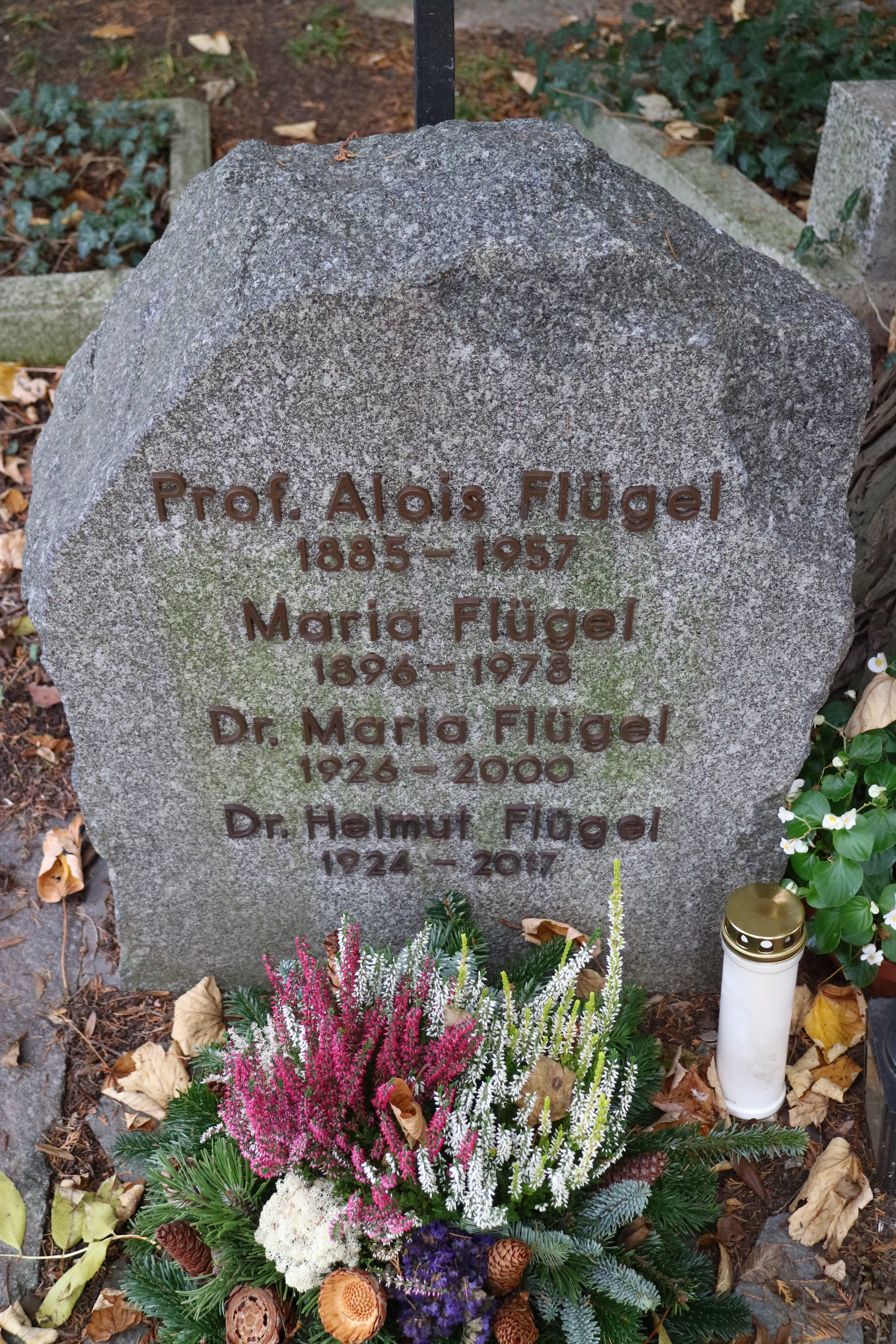
Grab auf dem Stadtfriedhof St. Peter

## Schriften
- Maria von Born (1766–1830). Biographie einer emanzipierten Österreicherin in einer Übergangszeit. Pro Business, Berlin 2013
- Das abenteuerliche Leben des Benedikt Hermann (1755–1815). Vom steirischen Bauernsohn zum Chevalier und Intendanten der russischen Bergwerke, Böhlau 2006
- Hrsg. Briefe österreichischer Mineralogen zwischen Aufklärung und Restauration, Scripta geo-historica, Band 1, Leykam, 2009
- Geologie und Paläontologie an der Universität Graz 1761–1976, Akademische Druck- und Verlagsanstalt, 1977
- Der Abgrund der Zeit. Die Entwicklung der Geohistorik 1670–1830, Verlag für Geschichte der Naturwissenschaft und Technik (GNT Verlag), 2004
- Die Geologie des Grazer Berglandes, Graz 1961
- Das Steirische Randgebirge, Borntraeger, Sammlung Geologischer Führer, 1963
- mit Peter Faupl (Hrsg.) Geodynamics of the Eastern Alps, Geologische Bundesanstalt, Deuticke, Wien 1987
- mit Franz Neubauer: Erläuterung zur geologischen Karte der Steiermark 1:200.000, Wien 1984
- Neubearbeitung mit Haymo Heritsch von Arthur Winkler-Hermaden: Das Steirische Tertiär Becken, Borntraeger, Sammlung Geologischer Führer, 1968